# Rendang
Il Rendang è un piatto piccante a base di carne originario dei Minangkabau (un gruppo etnico indonesiano) ed ora comunemente servito in tutto il paese. È uno dei piatti più caratteristici della cultura Minangkabau ed è servito durante le feste religiose e per onorare gli ospiti. Il rendang viene servito abitualmente anche in Malaysia, a Singapore, nei Brunei e nel sud delle Filippine. Gli esperti culinari descrivono il redang come "un manzo cotto alla Sumatra al curry caramellato". Nel 2011 un sondaggio on-line tenuto dalla CNN International a cui hanno partecipato oltre 35.000 persone lo ha scelto al primo posto fra i "50 piatti più buoni al mondo".

## Composizione e metodo di preparazione
La tecnica di cottura alla base del randang si sviluppò a causa delle difficoltà di conservazione della carne nei climi tropicali. Prima della tecnologia della refrigerazione, questo stile di cottura permetteva la conservazione di grandi quantità di carne. 
Insieme alla carne che è il principale ingrediente del randang si utilizza il latte di cocco e una pasta di spezie macinate che comprendono zenzero, galanga, curcuma, citronella, aglio, scalogno, peperoncino e altre. 
Questa miscela prende il nome di “pemasak” in Minangkabau. Le spezie quali aglio, zenzero e il galangal utilizzate nel randang hanno proprietà antimicrobiche e servono per conservare i cibi in maniera naturale. Se cotto a dovere un randang può conservarsi anche per 4 settimane.
Tradizionalmente il termine rendang in lingua Minangkabau non fa riferimento a un determinato tipo di piatto, il verbo merendang in realtà si riferisce ad un metodo di cottura lenta mettendo tutti gli ingredienti in una pentola o padella su un piccolo fuoco e cucinando fino a quando tutti i liquidi evaporano e la carne risulta cotta. 
Per preparare il rendang in modo tradizionale ci vogliono diverse ore, il metodo comporta la triturazione e la macinazione dei vari ingredienti e la cottura lenta richiedendo tempo e pazienza. 
I pezzi di carne sono cotti lentamente in latte di cocco e spezie fino a che quasi tutto il liquido è evaporato, consentendo alla carne di assorbire il condimento. 
Il processo di cottura varia dalla bollitura alla frittura quanto il liquido è evaporato. Il processo di cottura lenta permette alla carne di assorbire tutte le spezie e di diventare tenera. Per cuocere la carne affinché si intenerisca man mano che il liquido evapora richiede una grande attenzione per evitare questa bruci. A causa dell'uso generoso di numerose spezie il rendang è noto per avere un gusto complesso e unico.

## Significato culturale
Il rendang è venerato nella cultura Minangkabau come l'incarnazione della filosofia del “musyawarah”, la consultazione e discussione con gli anziani. 
È stato affermato che i quattro ingredienti principali rappresentano la società Minangkabau nel suo insieme:
1. La carne (dagiang) simboleggia la Niniak Mamak, i tradizionali capi clan come il Datuk, i nobili, reali e anziani riveriti.
2. Il latte di cocco (karambia) simboleggia la Cadiak dribbling, intellettuali, insegnanti, poeti e scrittori.
3. Il peperoncino (Lado) simboleggia la Alim Ulama, chierici, ulama e leader religiosi. Il piccante del peperoncino simboleggia Sharia.
4. La miscela di spezie (pemasak) simboleggia il resto della società Minangkabau.

Nella tradizione Minangkabau, il rendang è un piatto per le occasioni speciali, le cerimonie tradizionali Minang, da le cerimonie per la nascita alla quelle della circoncisione, il matrimonio, e le feste religiose come Eid al-Fitr e Eid al-Adha.

## Ricetta tipica
Ingredienti tipici per la preparazione del rendang, il tutto cotto in una pentola per non meno di 3 ore a fuoco molto basso.
1. 1 kg di Manzo, spezzatino di manzo (4 cm)
2. 500 ml di Latte di cocco
3. 1 presa di Sale
4. 4 cucchiai di olio vegetale
5. 15 gr. di galangal tritato (o zenzero)
6. 30 gr. pasta di tamarindo
7. 2 gambi di citronella (o una arancia spremuta)
8. 6 Spicchio di aglio
9. 350 gr di scalogno
10. 8 Peperoncino rossi freschi, (senza semi)
11. 40 gr. di zenzero fresco tritato
12. 1 cucchiaio e 1/2 di Curcuma macinata, in polvere
13. sale e pepe